# Малишівка (Хмільницький район)
Малиші́вка — село в Україні, у Самгородоцькій громаді Хмільницького району Вінницької області. Населення становить 64 особи.